# شدلیشچه (گمینا دوبینکا)
شدلیشچه (به لهستانی:  Siedliszcze) یک روستا در لهستان است که در گمینا دوبینکا واقع شده‌است. شدلیشچه ۳۶۰ نفر جمعیت دارد.